# راكوغو

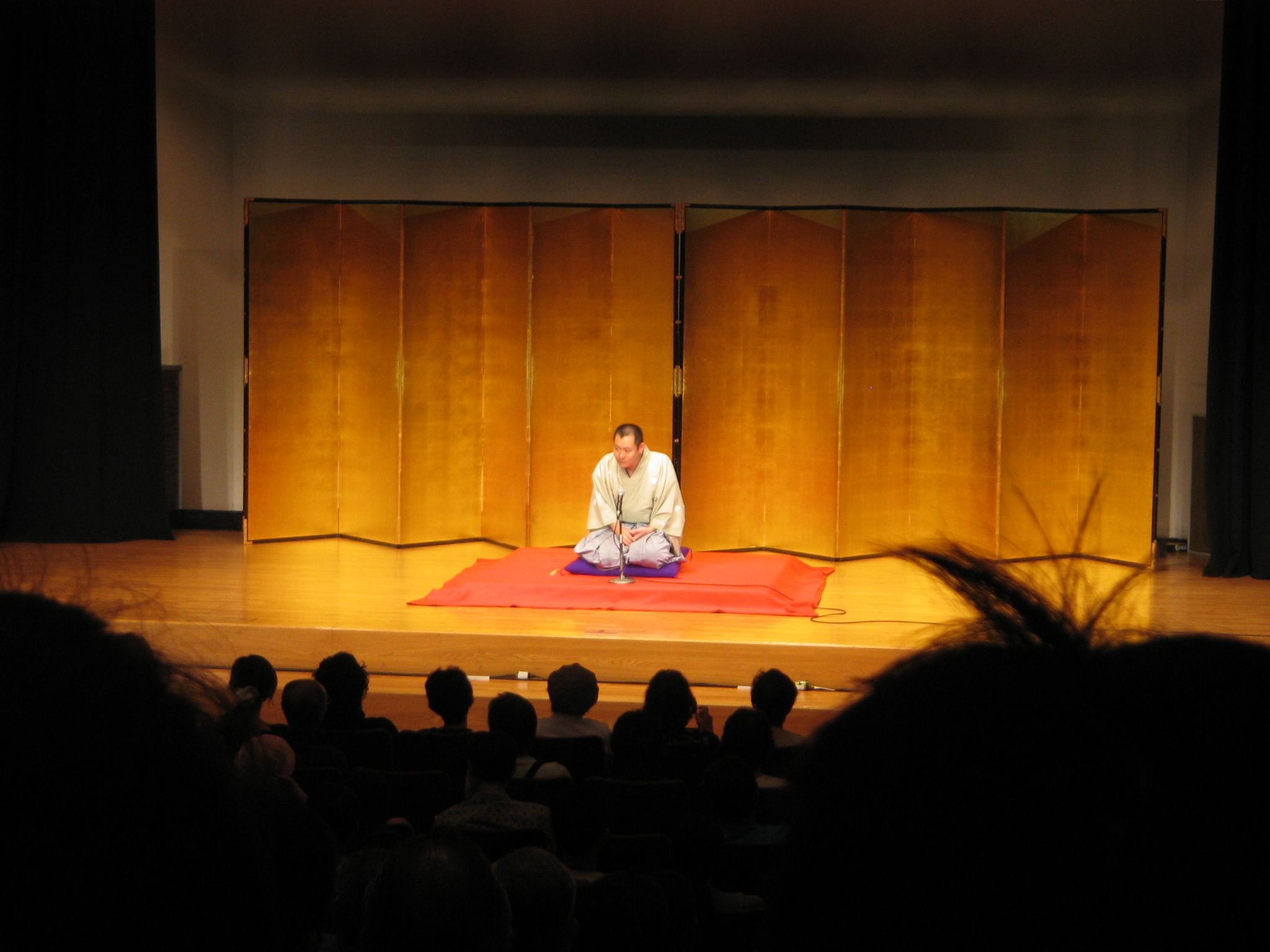
قاص راكوغو يجلس على مسرح يوسي.

راكوغو (باليابانية: 落語) وتعني حرفيا «الكلمات المتساقطة» هو أحد أنواع الترفيه الكلامي في اليابان، بحيث يجلس فيه المتحدث على مسرح يدعى يوسي وفي يده مروحة ورقية ومنديل قماشي صغير، متحدثا عن قصة مضحكة طويلة ومتشابكة الخيوط. تتمحور القصة عادة حول حوار بين شخصيتين أو أكثر ويتم التمييز بين الشخصيات فقط عن طريق تغيير نبرة الكلام وطبقة الصوت أو إمالة الرأس قليلا.